# Aaron Garcia
Aaron Garcia (né le 20 octobre 1970 à Sacramento) est un joueur américain de football américain et d'arena football. Il joue actuellement avec les Kiss de Los Angeles. Garcia est le détenteur des records de yards sur des passes (50 019 yards), de passes pour touchdown (1078 yards) et de touchdown (1 124).

## Enfance
Garcia étudie à la Grant Union High School, jouant dans l'équipe de football américain, dirigé par son père. Il bat le record de Californie de John Elway les yards gagnés sur passes (5 800 yards) et de passes pour touchdown avec cinquante-sept.

## Carrière

### Université
En 1989, il entre à l'université d'État de Washington où dès sa deuxième année, il est le quarterback titulaire et domine la conférence Pac 10 au niveau des passes. Il se fait ensuite prendre le poste et c'est Brad Gossen qui le remplace mais il se blesse et Garcia revient comme titulaire. Lors de la mi-saison 1990, l'entraîneur Mike Price fait naître une polémique en nommant au poste de titulaire le jeune Drew Bledsoe. Bledsoe s'impose au poste et Garcia est transféré en Division 1-AA à l'université d'État de Sacramento. Lors de sa dernière année, il parcourt 1798 yards à la passe et treize passes pour touchdown.

### Professionnel
Après avoir terminé ses études, Garcia se tourne vers l'Arena Football League et débute en 1995 avec les Rattlers de l'Arizona où il réussit 61,6 % de ses passes. Après cette saison, il infiltre les rangs des Coyotes du Connecticut avec qui il joue la saison 1996 mais une saison très moyenne qu'il réalise et n'est pas gardé.
Il signe ensuite avec les Red Dogs du New Jersey avant d'être transféré durant la saison 1998 au Barstormers de l'Iowa avec qui il reste pendant trois saisons où il connaît ses premiers succès et commence à se distinguer. En 2001, il arrive chez les Dragons de New York et bat le record de passes pour touchdown sur une saison avec 104 sur la saison 2001, record qui sera battu en 2006 par Clint Dolezel. Après la saison 2001, il est couronné joueur offensif de la saison.
Durant la off-season 2002, il signe avec les 49ers de San Francisco, jouant le camp d'entraînement mais il est libéré durant l'été et revient aux Dragons pour la saison 2002 de l'AFL qui sera compliqué pour New York. Le 26 février 2006, Garcia se fracture le tibia et le péroné, déclarant forfait pour la saison, alors qu'il était en tête du classement de passe pour touchdown devant Andy Kelly et Clint Dolezel. Chez les Dragons, il est remplacé par Juston Wood et Nick Browder. Garcia revient en 2007 et trouve une 800e passe pour touchdown, devenant le quatrième quarterback de l'histoire de l'AFL à réaliser cet exploit après Dolezel, Sherdrick Bonner et Kelly. En 2008, New York atteint les play-offs et bat les grand favoris les Desperados de Dallas. Néanmoins, Garcia et ses coéquipiers échouent lors de l'ArenaBowl XXII contre les Soul de Philadelphie.
En 2009, l'AFL suspend ses activités pour cause de faillite. Le 21 janvier 2010, Garcia signe avec les Sharks de Jacksonville après l'annonce du retour de l'AFL. Le 1er mai 2010, Garcia trouve sa 900e passe pour touchdown, une passe pour Salé Key contre les Talons de Tulsa 62-60. Un mois plus tard, il devient le leader du classement des passes pour touchdown de tous les temps avec 932 passes pour touchdown. Le 30 avril 2011, Garcia envoie une passe pour touchdown à Jeron Harvey, permettant à Garcia de réaliser sa millième passe pour touchdown. Le 22 juillet 2011, il devient le premier quarterback à dépasser la barre des 50 000 yards parcourus à la passe, contre les Shock de Spokane. Le 12 août 2011, lors de l'ArenaBowl XXIV, il envoie une passe pour touchdown à quatre secondes de la fin du match, arrachant la victoire et remportant cet Arena Bowl, le premier de la carrière de Garcia.
Au début du mois d'octobre 2011, la franchise des Talons de Tulsa change de siège et s'installe à San Antonio (devenant les Talons de San Antonio). La franchise annonce l'arrivée de Garcia quelques jours plus tard, devenant le premier joueur officiel de cette « nouvelle » équipe.
Le 8 novembre 2012, il annonce qu'il quitte l'équipe de San Antonio pour rejoindre les SaberCats de San Jose en 2013. Cependant, il fait un début de saison décevant, ce qui oblige San José a signer un autre quarterback, Russ Michna, qui prend la place de Garcia. Le 25 avril 2013, il est échangé, avec Devin Clark, aux Predators d'Orlando, contre Amarri Jackson.

## Palmarès
- Joueur offensif de la saison 2001 en AFL
- ArenaBowl XXIV